# Charles Dadant
Charles Dadant (n. Vaux-sous-Aubigny, Francia; 1817 - f. Hamilton, Illinois; 1902) fue un apicultor franco-estadounidense, considerado uno de los padres fundadores de la apicultura moderna.

## Biografía
Después de venir a América de Francia en 1863, Charles Dadant compró tierra en la pradera de los tallgrass de Hamilton, Illinois en donde construyó una casa simple y comenzó a cultivar abejas melíferas. Estuvo en contacto con Moses Quinby. Para el final de la guerra civil ya contaba con nueve colonias de abejas, y viajado con su hijo menor a través del río Misisipi vendiendo miel y cera de abejas en una ciudad vecina. Su interés en la fabricación de velas de calidad creció de su amor y conocimiento de la apicultura. De principios humildes, la compañía se ha ampliado a 10 localizaciones por todo Estados Unidos y a 4 instalaciones de fabricación que están situadas cerca de Hamilton. Por más de 130 años la familia de Dadant ha hecho productos de calidad de cera de abejas, de un recurso natural y renovable.
Fue el editor del American Bee Journal. El traductor al francés de la obra de Lorenzo Langstroth. Fue uno de los primeros importadores de reinas italianas, a los Estados Unidos. 
Las venta de abejas reinas italianas importadas fueron anunciadas para la venta por L. L. Dieron Langstroth y los hijos, Oxford Ohio, en 1866, pero no dan precios. A los interesados se les aconseja escribir solicitando una lista de precios. 
En 1867, Adán Grimm, Jefferson, Wisconsin, ofrece abejas italianas importadas anunciado que la reina cuesta para la venta en $20 dólares americanos cada una. Ellos ofrecen vender núcleos de tamaño mediano, con reinas importadas, en las colmenas de cuadros móviles por $30 cada una en 1868. Otros que anunciaron la venta de reinas italianas 1867 eran C. B. Bigelow, Vermont; A. Gris, Ohio; Ellen S. Tupper, Iowa; Guillermo W. Cary, Massachusetts; y K. P. Kidder, Vermont. Este último grupo no cotizó precios. Las reinas de abejas egipcias fueron ofrecidas para la venta por Langstroth y los hijos. No dan precios. Charles Dadant, de Illinois, ofrece abejas italianas de reinas importadas para la venta en $12 dólares cada una.
Ente los libros publicados por Dadant, está The hive and the Honey Bee, que tuvo más de 30 ediciones, desde la primera hecha por Lorenzo Langstroth en 1853.
Charles Dadant tuvo un único hijo C. P. Dadant (1851-1938), le sucedió en la empresa y luego lo hicieron sus tres nietos. 
Actualmente la sociedad es manejada por la cuarta y quinta generación. Varias personas estuvieron relacionadas con la empresa Frank Pellet, estableció frente a la planta Dadant, en la márgenes contrarias del río en Iowa, un famoso Jardín de las Abejas. Roy A. Grout compiló varias ediciones de The Hive and the Honey Bee y fue gerente de la planta de Hamilton durante muchos años. G. H. Cale entró a la firma en 1921 y dirigió el American Bee Journal durante muchos años. Su hijo el Dr. G. H. Cale (1919-1978), trabajó toda su vida en la firma y se interesó especialmente por la crianza de abejas; creando los conocidos híbridos de abejas de Dadant: Apis mellifera v. Starline, Apis mellifera v. Midnight y Apis mellifera v. Cale.
Actualmente los Dadant manejan plantas separadas donde fabrican los artículos de madera, metal y cera estampada destinados a apicultura. También fabrican velas, en particular de uso religioso. La biblioteca apícola Dadant que está ubicada en la planta principal de Hamilton es una de las mejores del mundo sobre el tema, contiene colecciones enteras de periódicos apícola conocidos.